# John Forrosuelo Du
John Forrosuelo Du (Sinh 1954) là một Giám mục người Philippines của Giáo hội Công giáo Rôma. Ông hiện là Tổng giám mục chính tòa Tổng giáo phận Palo. Trước đó, ông cũng đảm nhận nhiều vị trí khác như  Giám mục chính tòa Giáo phận Dumaguete và Giám mục Phụ tá Tổng giáo phận Cebu.

## Tiểu sử
Tổng giám mục John Forrosuelo Du sinh ngày 18 tháng 10 năm 1954 tại Bantayan, thuộc Philippines. Sau quá trình tu học dài hạn tại các chủng viện theo quy định của Giáo luật, ngày 1 tháng 6 năm 1979, Phó tế Forrosuelo Du, 25 tuổi, tiến đến việc được truyền chức linh mục. Tân linh mục là thành viên linh mục đoàn của Tổng giáo phận Cebu.
Sau gần 20 năm phục vụ với các hoạt động mục vụ trên cương vị là một linh mục, ngày 21 tháng 1 năm 1997, Tòa Thánh loan báo thông tin về việc Giáo hòng đã quyết định bổ sung linh mục John Forrosuelo Du vào hàng ngũ các giám mục với chức vị Giám mục phụ tá Tổng giáo phận Cebu và danh hiệu Giám mục Hiệu tòa Timici. Lễ tấn phong cho vị tân chức được cử hành sau đó vào ngày 6 tháng 1 năm 1998, với phần nghi thức được chủ sự bởi ba giáo sĩ cấp cao. Chủ phong cho vị tân chức là Hồng y Ricardo Jamin Vidal, tổng giám mục chính tòa Tổng giáo phận Cebu. hai vị khác trong vai trò phụ phong là Giám mục Emilio Layon Bataclan, Giám mục chính tòa Giáo phận Iligan và Giám mục Christian Vicente Fernandez Noel, Giám mục chính tòa Giáo phận Talibon. Tân giám mục chọn cho mình châm ngôn:Christus lux mea.
Bôn năm sau khi mục vụ tại Cebu trên cương vị là một Giám mục phụ tá, ngày 21 tháng 4 năm 2001, Tòa Thánh loan báo thông tin về việc Giáo hoàng quyết định thuyên chuyển Giám mục Du về làm Giám mục chính tòa Giáo phận Dumaguete. Chưa dừng lại, mười một năm trên cương vị là một vị lãnh đạo tinh thần tại Giáo phận Dumaguete của Giám mục Du đột ngột kết thúc bằng quyết định được công bố vào ngày 25 tháng 2 năm 2012 về việc Tòa Thánh công bố quyết định của Giáo hàong về việc thăng Giám mục John Forrosuelo Du làm Tổng giám mục, với chức danh cụ thể là Tổng giám mục chính tòa Tổng giáo phận Palo.